# Bitoutouck (Makak)
Pour les articles homonymes, voir Bitoutouck.
Bitoutouck est un village de la région du Centre du Cameroun, situé dans la commune de Makak. 

## Population et développement
En 1962, la population de Bitoutouck était de 294 habitants. La population de Bitoutouck était de 551 habitants dont 290 hommes et 261 femmes, lors du recensement de 2005.     